# P2P anônimo
Um sistema de comunicação P2P anônimo  é uma rede distribuída peer-to-peer aonde os nós ou os participantes permanecem anônimos ou sob pseudônimos. O anonimato dos participantes é geralmente obtida por sobreposição especial de roteamento de rede, que esconde a localização física de cada nó de outros participantes. 
O interesse em sistemas P2P anônimos, por várias razões, tem aumentado nos últimos anos, que vão desde o desejo de compartilhar arquivos sob direitos autorais sem revelar sua identidade e correr o risco de sofrer litígio, desconfiança no governo, preocupações em relação à vigilância em massa e à retenção de dados e processos judiciais contra blogueiros.

## Motivação para o anonimato
Há muitas razões para utilizar tecnologia de anonimato P2P; a maioria delas é genérica a todas as formas de anonimato online.
Usuários P2P que buscam anonimidade, normalmente desejam tal pois não querem ser identificados como publicadores (remetente) ou consumidores (receptores) de informação. São motivos comuns:
- O material ou a sua distribuição é ilegal ou incriminatório
- O material é legal contudo socialmente embaraçoso, constrangedor ou problemático no contexto do universo social do indivíduo (por exemplo, o anonimato é visto como fundamental para organizações como os Alcoólicos Anônimos)
- Medo de represálias (contra delatores, vazamentos não oficiais e ativistas que não acreditam em restrições à informação ou ao conhecimento)
- Censura a nível local, organizacional ou nacional
- Preferências de privacidade pessoais, tais como prevenção de monitoramento ou atividades de mineração de dados.

Uma visão particularmente aberta sobre conteúdos legais e ilegais é dada em "A filosofia por trás da Freenet".
Os governos também estão interessados em tecnologia P2P anônima. A Marinha dos Estados Unidos financiou o projeto original que levou ao desenvolvimento da rede Tor, que foi mais tarde financiada pela Electronic Frontier Foundation e é agora desenvolvida pela organização sem fins lucrativos, "The Tor Project, Inc".

## Argumentos contra e a favor da comunicação P2P anônima
Enquanto sistemas P2P anônimos podem apoiar a proteção de discursos que sejam impopulares, eles também podem proteger atividades ilegais que fiquem fora do escopo de leis de liberdade de expressão, como fraude, calúnia, a circulação de pornografia ilegal, a cópia não autorizada de trabalhos sob direitos autorais ou o planejamento de atividades criminosas. Críticos desses sistemas argumentam que as vantagens oferecidas por estes não superam as desvantagens e que outros canais de comunicação já são suficientes para a expressão de opiniões impopulares.
Alguns defensores de sistemas P2P anônimos acreditam que todas as restrições à livre expressão servem a interesses autoritários. Outros defendem que a informação em si é eticamente neutra e que são as pessoas agindo sobre ela que podem ser boas ou más. Percepções de bem e de mal também podem mudar (veja pânico moral); por exemplo, se redes P2P anônimas tivessem existido nos anos 50 ou 60, elas possivelmente seriam utilizadas para a distribuição de informação sobre direitos civis ou anarquismo.
A facilidade de acesso a redes P2P anônimas é vista por alguns como uma democratização da tecnologia de criptografia, permitindo à população geral o acesso a canais de comunicação seguros como os que já são utilizados pelos governos. Partidários deste ponto de vista, como Phil Zimmermann, argumentam que as tecnologias anti-vigilância ajudam a equilibrar a balança de poder entre os governos e seus povos e que é esta verdadeiramente a razão para proibi-los. Pilger opina que o monitoramento da população contribui para conter ameaças à "visão consensual do poder estabelecido" ou ameaças à continuidade das estruturas de poder e privilégio.

### Liberdade de expressão
Alguns afirmam que a verdadeira liberdade de expressão, especialmente em assuntos controversos, é difícil ou impossível a menos que os indivíduos possam se manifestar anonimamente. Se o anonimato não é possível, um pode ser sujeito a ameaças ou represálias por dar voz a um ponto de vista impopular. Essa é a razão pelo qual, em muitas democracias, o voto é secreto. Informações controversas que um partido queira manter escondidas, como detalhes sobre casos de corrupção, são frequentemente publicadas ou vazadas anonimamente.

#### Blogagem anônima
A postagem de conteúdos anônimos em blogs é um dos usos mais comuns de redes anônimas.
Embora estas postagens sejam possíveis na internet não-anônima, o provedor de hospedagem do blog em questão pode ser obrigado a revelar o endereço IP do blogueiro (como no caso em que o Google revelou a identidade anônima de um blogueiro). Redes anônimas fornecem um maior grau de anonimato. Flogs na Freenet, Syndie em I2P e sps Osiris são alguns exemplos de tecnologias de blogagem anônima.
Uma razão para blogar anonimante é uma natureza delicada na situação de trabalho. Algumas vezes um blogueiro que escreve sob seu nome real encontra um dilema entre ficar em silêncio ou causar danos a si mesmo, seus colegas e à companhia em que trabalha.
O risco de ser processado é outra razão. Alguns blogueiros enfrentaram ações judiciais milionárias, que foram depois abandonadas; a anonimidade prove proteção contra esses riscos.

#### Censura de nomes de domínio
Na internet não-anônima, um nome de domínio como "meusite.com" é a chave de acesso à informação. A censura do site Wikileaks
mostra que nomes de domínio são extremamente vulneráveis à censura. Alguns registrars de domínio chegaram a suspender nomes de domínio de clientes, até mesmo na ausência de uma ordem judicial.
Para os clientes afetados, o bloqueio de um nome de domínio é um problema muito maior do que a recusa do registrar em prestar um serviço, normalmente, o registrar mantém controle total sobre os nomes de domínio em questão.
No caso de uma agência de viagens europeus, mais de 80 endereços web (.com) foram, sem a presença de uma ordem judicial, encerrados e retidos pelo registrar desde então. A agência de viagens teve que reconstruir os sites sob o domínio.net ao invés de utilizar o famoso domínio .com.
Redes anônimas, por outro lado, não dependem de registrars. Por exemplo, a Freenet implementa URLs resistentes à censura baseadas em criptografia de chave pública: somente a pessoa que tem a chave privada correta é capaz de atualizar a URL ou derruba-la.

### O controle sobre rastreamento on-line
Redes P2P anônimas também tem valor na comunicação do cotidiano. Quando a comunicação é anônima, a decisão de revelar a identidade das partes é deixada às partes envolvidas e não está disponível para um terceiro. Muitas vezes não há a necessidade ou o desejo entre as partes envolvidas no processo comunicativo em revelar suas identidades. Por uma questão de liberdade pessoal, muitas pessoas não querem processos, por padrão em funcionamento, que forneçam dados desnecessários. Em alguns casos, tais dados podem ser compilados em históricos de suas atividades.
Por exemplo, sistemas de telefone mais atuais transmitem por padrão informações de identificação de quem está chamando para a parte chamada (embora isso pode ser desativado, tanto para uma única chamada ou para todas as chamadas). Se uma pessoa liga para inquirir sobre um produto ou o horário de um filme, a pessoa chamada tem um registro do número do telefone chamado e pode ser capaz de obter o nome, o endereço e outras informações sobre o ligador. Esta informação não está disponível a respeito de alguém que vai em uma loja e inquere algo semelhante.

### Efeitos da vigilância sobre a atividade lícita
A vigilância online, tal como a gravação e a retenção de dados de tráfego da web e de e-mail, pode ter efeitos sobre as atividades lícitas. As pessoas podem ser impedidas de acessar ou comunicar informação que seja legal, por saberem que podem estar sendo monitorados e que tais comunicações podem ser vistas como suspeitas.
De acordo com o professor de direito Daniel J. Solove, tais efeitos "prejudicam a sociedade porque, entre outras coisas, reduzem o leque de pontos de vista sendo expressados e o grau de liberdade de participação política."

### Acesso a material censurado e protegido por direitos autorais
A maioria dos países proíbem ou censuram a publicação de alguns livros e filmes e certos tipos de conteúdo. Outros materiais são de posse legal porém não a sua distribuição, por exemplo, direitos autorais e leis de patentes de software podem proibir-la. Essas leis são difíceis ou impossíveis de serem aplicadas em redes P2P anônimas.

### Dinheiro online anônimo
Com dinheiro anônimo, torna-se possível a organização de mercados anônimos, onde alguém pode comprar e vender praticamente qualquer coisa anonimamente. Dinheiro anônimo pode ser usado para sonegar impostos. No entanto, qualquer transferência de bens físicos entre as duas partes poderia comprometer o anonimato.
Alguns  argumentam que o dinheiro convencional fornece um tipo semelhante de anonimato, e que as leis existentes são suficientes para combater crimes, como a evasão fiscal, que podem resultarem do uso de dinheiro anônimo, seja online ou offline [carece de fontes?].

## Funcionamento de P2P anônimo

### Anonimato e pseudonimato
Algumas das redes comumente referidas como "P2P anônima" são verdadeiramente anônimas, no sentido de que os nós da rede não carregam identificadores. No entanto outros são na verdade pseudônimos: em vez de serem identificados por seus IPs, os nós são identificados por pseudônimos, tais como chaves criptográficas. Por exemplo, cada nó na rede MUTE tem um endereço sobreposto que é derivado de sua chave pública. Esta sobreposição de endereço funciona como um pseudônimo para o nó, permitindo que mensagens sejam dirigidas a ele. Na Freenet, por outro lado, as mensagens são roteadas usando chaves que identificam partes específicas de dados ao invés de nós específicos; os nós propriamente são anônimos.
O termo anônimo  é usado para descrever ambos os dois tipos de rede, porque é difícil —senão impossível— determinar quando um nó que envia uma mensagem, originou a mensagem ou simplesmente está encaminhando uma mensagem originada em outro nó. Cada nó em uma rede P2P anônima atua como um emissor e receptor universal para manter o anonimato. Se um nó era apenas um receptor e não reenviou a mensagem, então nós vizinhos saberiam que a informação que ele estava pedindo era para ele mesmo, removendo qualquer negação plausível de que ele era o receptor (e consumidor) da informação. Então, a fim de manter a anonimidade, os nós precisam distribuir a informação para outros na rede.

### Spam e ataques DoS em redes anônimas
Originalmente, as redes anônimas eram operadas por pequenas e amistosas comunidades de desenvolvedores Como o interesse no P2P anônimo aumentou e a base de usuários cresceu, usuários maliciosos inevitavelmente surgiram e promoveram ataques. Caso semelhante à Internet, onde o uso generalizado tem sido seguido por ondas de spam e ataques distribuídos de Ataque de negação de serviço. Esses ataques podem exigir diferentes soluções em redes anônimas. Por exemplo, a criação de listas negras de endereços de rede de origem não funciona porque as redes anônimas escondem essa informação. Estas redes são mais vulneráveis a ataques DoS, bem devido à menor largura de banda, como foi mostrado em exemplos na rede Tor.
No entanto, uma conspiração para atacar uma rede anônima pode ser enquadrada como crime. [carece de fontes?] Os participantes interessados em garantir a disponibilidade contínua da rede, podem colaborar para identificar a fonte de tráfego abusivo e posteriormente investigar e processar isso. Isso pode ser feito sem comprometer a anonimidade dos dados na rede.

## Tipos de rede opennet e darknet
Assim como as redes P2P convencionais, as redes P2P anônimas podem ser redes opennet ou darknet (muitas vezes chamada de friend-to-friend). Uma descrição de como um nó da rede seleciona pares:
- Na rede opennet, nós pares são descobertos automaticamente. Nenhum configuração é requirida contudo é possível estabelecer um pouco de controle sobre quais nós se tornam pares.
- Em uma rede darknet os usuários estabelecem manualmente conexões com nós operados por pessoas que eles conheçam. Uma darknet tipicamente dá mais trabalho para ser montada, todavia um nó só tem nós confiáveis como pares.

Algumas redes, como a Freenet, suportam ambos os tipos de rede simultaneamente (um nó pode ter alguns pares darknet adicionados manualmente e alguns pares opennet selecionados automaticamente).
Em uma rede friend-to-friend (ou F2F), os usuários só estabelecem conexões diretas com pessoas que eles conheçam. Muitas redes F2F suportam comunicação indireta anônima ou pseudônima entre usuários que não se conheçam ou não se confiem. Por exemplo, um nó em uma sobreposição F2F pode encaminhar automaticamente um arquivo (ou uma solicitação de arquivo) anonimamente entre dois "amigos", sem dizer para nenhum dos dois os nomes e IPs um do outro. Esses "amigos" por sua vez podem distribuir o mesmo arquivo (ou solicitação) entre seus próprios "amigos" e assim por diante.
Usuários em uma rede de amigo para amigo (F2F), não podem descobrir quem mais está participando do lado de fora do seu próprio círculo de amigos, sendo tal as redes F2F podem crescer em tamanho sem comprometer a anonimidade de seus usuários.
Algumas redes friend-to-friend permitem ao usuário controlar que tipos de arquivos podem ser trocados com seus "amigos", de forma a impedir que troquem arquivos os quais o usuário desaprova.
Vantagens e desvantagens da opennet comparada à darknet são contestadas, veja o artigo friend-to-friend para uma síntese.

## Lista de redes e clientes de P2P anônimos
- ANts P2P - um sistema de compartilhamento de arquivo P2P que esconde e criptografa o tráfego, e suporta publicação em HTTP
- Bitblinder - a decentralised p2p anonymity software program which includes Tor but with increased speed[carece de fontes?] with encryption and allows p2p, browsing, email, voip, messaging.
- Entropy - a "Freenet alternative" discontinued on July 9, 2004 due to uncertainty about the security of the McEliece cryptosystem.
- Freenet - a censorship-resistant distributed file system for anonymous publishing (open source, written in Java)
- GNUnet - P2P framework, includes anonymous file sharing as its primary application (GNU project, written in C)
- I2P - a decentralized (overlay) network for strong anonymity and end-to-end encryption, with many applications (p2p, browsing, distributed anonymous e-mail, instant messaging, irc,...) running on top of it (free/open source, platform-independent)
- I2phex - a Gnutella client which communicates anonymously through I2P
- iMule - an emule port running under I2P network (includes built-in I2P router)
- Marabunta - an anonymous distributed P2P network for chatting only, which uses only UDP
- Netsukuku - a peer-to-peer routing system aiming to build a free and independent internet
- MUTE - an anonymizing file sharing client.
- Nodezilla - an anonymizing, closed source network layer upon which applications can be built (written in C++ and Java)
- OneSwarm - A backwards compatible BitTorrent client with privacy-preserving sharing options, aims to create a large F2F network.
- OFF System - a P2P distributed file system through which all shared files are represented by randomized data blocks
- Omemo - an open source social storage platform (p2p virtual hard drive)
- Osiris sps - an anonymous and distributed web portals creator.
- Perfect Dark - a P2P client which relies on a mixnet and distributed datastore to provide anonymity (freeware, written for Windows)
- Rodi - a file sharing client which allows for a low degree of anonymity
- RShare - a file sharing system which anonymizes and encrypts the traffic, open source software
- Share - the successor to Winny
- StegoShare - a steganography software may be used for anonymous file sharing
- Syndie - a content syndication program that operates over numerous anonymous and non-anonymous networks
- Vuze (formerly Azureus) - a BitTorrent client with the option of using I2P or Tor (open source, written in Java)
- Winny - um cliente P2P muito popular no Japão (freeware, escrito em C++ para Windows)

### Clientes P2P Privados
As redes privadas P2P são redes P2P que somente permitem computadores mutualmente confiados a compartilharem arquivos. Isto pode ser conseguido através de um servidor central ou um hub para autenticar clientes, caso em que a funcionalidade é similar a um servidor FTP privado, mas com os arquivos sendo transferidos diretamente entre os clientes. Alternativamente, os usuários podem trocar senhas ou chaves com seus amigos para formarem uma rede descentralizada.

### Clientes friend-to-friend
Redes friend-to-friend são redes P2P que permitem a seus usuários fazerem conexões diretas apenas com pessoas que eles conheçam.
Senhas e assinaturas digitais podem ser utilizadas para autenticação.

### Redes hipotéticas ou extintas

#### Hipotéticas
As seguintes redes só existem no papel ou estão em desenvolvimento:
- Crowds - Reiter and Rubin's system for "blending into a crowd" has a known attack
- P2PRIV - Peer-to-Peer diRect and anonymous dIstribution oVerlay - anonymity via virtual links parallelization - currently in development and has significant, unsolved problems in a real world environment
- Phantom - a fully decentralized high-throughput anonymization network currently working on a plan to implement it
- Ano - extensible IP anonymizer with steganography support (in development)

#### Extintas ou dormentes
- Invisible IRC Project - anonymous IRC
- Mnet - a distributed file system - inactive now

### Redes P2P em Redes Sem Fio Mesh (Wireless Mesh Network)
É possível implementar P2P anônimo em uma rede mesh sem fio: ao contrário de conexões fixas à Internet, os usuários não precisam se inscrever com um ISP para participar dessa rede e só são identificáveis através do seu hardware. Mesmo que um governo proibisse o uso de software de P2P sem fio, seria difícil aplicar tal proibição sem uma considerável violação das liberdades individuais. Alternativamente, o governo poderia proibir a própria compra de hardware sem fio. Protocolos para redes meshs sem fio são: o OLSR e o protocolo de acompanhamento, B.A.T.M.A.N., que é projetado para a designação descentralizada de ips automáticos. Veja também Netsukuku.